# Licinio Proculo
Licinio Proculo (in latino Licinius Proculus; fl. I secolo) è stato un militare romano, prefetto del pretorio sotto l'imperatore Otone da gennaio ad aprile del 69.

## Biografia

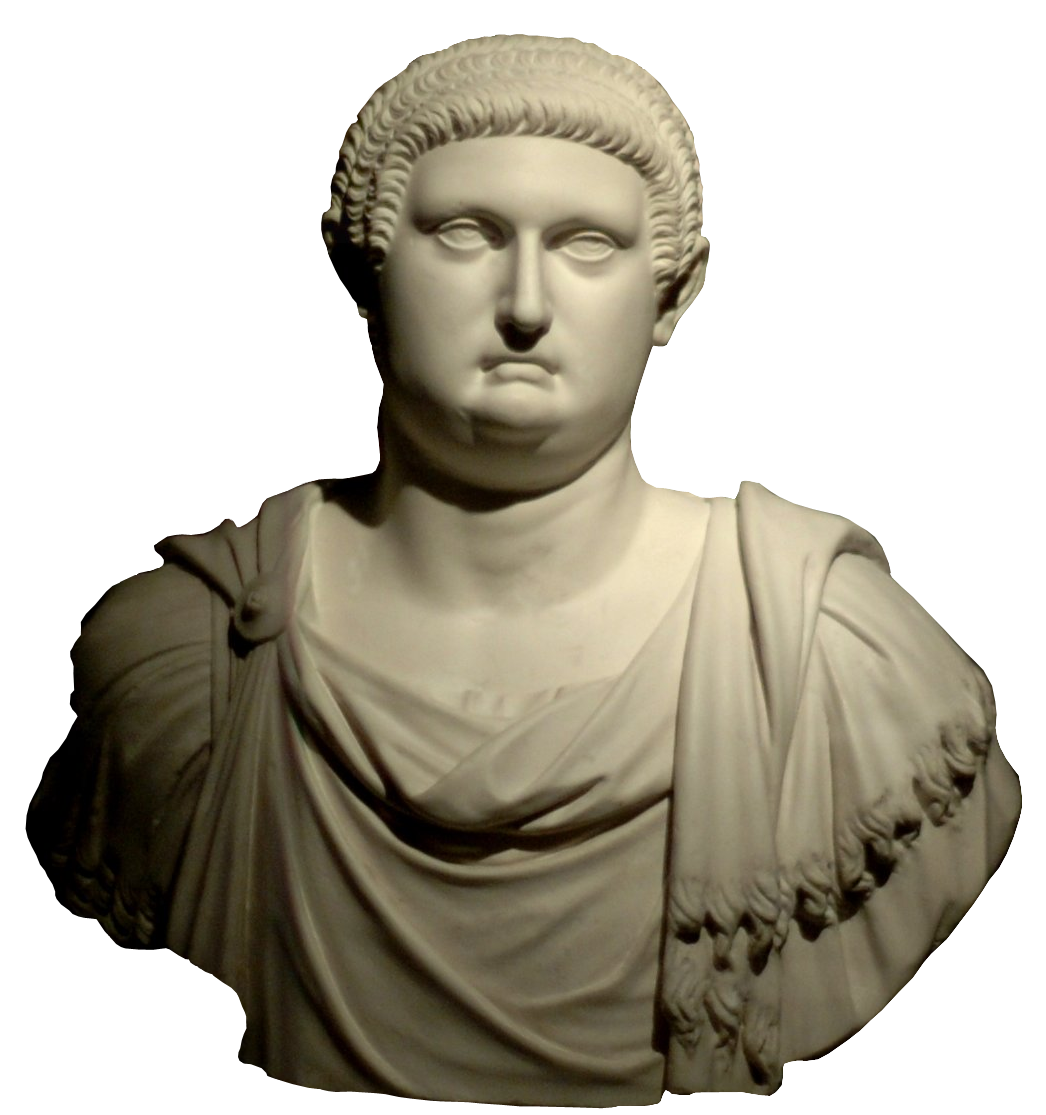
Busto di Otone, imperatore sotto il quale Proculo servì come prefetto del pretorio (Museo delle Scienze Naturali, Houston, Texas)

Di Proculo conosciamo solamente l'attività militare durante il 69, l'anno dei quattro imperatori: il 15 gennaio di quell'anno Galba venne ucciso dall'avversario Otone nel Foro Romano, e quello stesso giorno il nuovo imperatore venne intitolato Augusto dal Senato. Otone assegnò la prefettura del pretorio a Plozio Firmo, che venne però fatto affiancare da Proculo, intimo amico dell'imperatore. Quando iniziarono a esserci i primi dissapori con un altro pretendente alla porpora, Vitellio, Otone riorganizzò il suo esercito, ponendolo sotto il comando di Gaio Svetonio Paolino, Aulo Mario Celso e Appio Annio Trebonio Gallo, ma soprattutto dette fiducia a Proculo, il quale, denigrando gli altri generali, seppur senza esperienza militare riuscì a scavalcare affermati uomini d'arme.
Durante un consiglio di guerra decisivo Paolino fece il punto della situazione e propose all'imperatore di attendere l'arrivo della XIV legione per schiacciare Vitellio; Celso e Gallo appoggiarono Paolino, ma Otone propendeva per la battaglia e proprio Proculo, insieme al fratello dello stesso imperatore Lucio Tiziano, lo convinsero che aveva il favore degli dei. Otone, per non correre rischi, si ritirò a Brescello e lasciò le truppe al fratello Tiziano, ma in realtà il vero potere era in mano a Proculo; tutto ciò avveniva mentre Paolino e Celso, comandanti esperti, venivano messi in disparte con disappunto degli altri ufficiali. L'esercito si mosse, e su istigazione dei messaggeri di Otone, Proculo ignorava i consigli di Paolino e Celso volendo attaccare velocemente; La battaglia si svolse a Bedriaco e fu una sconfitta disastrosa: Paolino e Procuro fuggirono per vie secondarie, Tiziano e Celso furono salvati dal calar della notte e Gallo tentava di trattenere i soldati sconfitti dal massacrarsi tra loro. I vitelliani si accamparono a cinque miglia dagli otoniani e fu mandata una delegazione a trattare le condizioni: i due eserciti si riunirono e si rappacificarono trovandosi entrambi contrari alla guerra civile.
Otone ricevette la notizia della battaglia e decise di non far arrivare altri rinforzi, poiché voleva mettere fine alla guerra. Otone decise di suicidarsi per mettere fine alla guerra e il 16 aprile morì nella sua tenda, trafittosi con un pugnale. Durante i processi agli otoniani, Proculo riuscì a farsi assolvere dicendo di aver portato volutamente il suo esercito alla sconfitta per favorire Vitellio.